# Brieven uit de bar
Brieven uit de bar is een Belgische stripreeks die begonnen is in mei 1992 met Denis Lapière als schrijver en Jean-Philippe Stassen als tekenaar.
De strip vertelt het verhaal van de geliefden Célestin en Leila. Célestin komt uit zwart Afrika en zoekt een nieuwe toekomst in Europa. Leila voelt zich daarentegen slecht geïntegreerd in Europa. Een oude Fransman houdt een bar open (vandaar de Franse titel van de strip) en is getuige van de romance.

## Albums
Alle albums zijn geschreven door Denis Lapière, getekend door Jean-Philippe Stassen en uitgegeven door Dupuis.
1. Brieven uit de bar deel 1
2. Brieven uit de bar deel 2